# Amy Schumer
Amy Beth Schumer (Nova York, 1 de junho de 1981), é uma atriz, comediante , diretora e produtora americana mais conhecida pela série de televisão Inside Amy Schumer, pelas suas atuações de stand up comedy e entrevistas em talk shows norte-americanos de grande audiência como The Ellen DeGeneres Show.

## Trabalhos
Inside Amy Schumer é uma série de televisão americana do gênero comédia criada por Amy. A série estreou no dia 30 de abril de 2013 no Comedy Central. Amy Schumer e Daniel Powell são os produtores executivos da série. Inside Amy Shumer completou a segunda temporada em 3 de junho de 2014 e foi renovada para a terceira uma semana depois. A terceira temporada foi prevista para estrear no dia 21 de Abril de 2014.

## Vida pessoal
São-lhe conhecidos relacionamentos com Dolph Ziggler e com Anthony Jeselnik, este último também comediante.

## Filmografia

### Cinema
| Ano  | Título                                  | Papel           | Notas          |
| ---- | --------------------------------------- | --------------- | -------------- |
| 2006 | Sense Memory                            |                 | Curta-metragem |
| 2012 | Sleepwalk with Me                       | Amy             | Não creditado  |
| 2012 | Price Check                             | Lila            |                |
| 2012 | Procura-se um Amigo para o Fim do Mundo | Lacey/Mulher #1 |                |
| 2015 | Descompensada                           | Amy Townsend    |                |
| 2016 | Thank You for Your Service              | Amanda Doster   |                |
| 2018 | I Feel Pretty                           | Renee Bennett   |                |

### Televisão
| Ano           | Título                                | Papel                          | Notas                                                                   |
| ------------- | ------------------------------------- | ------------------------------ | ----------------------------------------------------------------------- |
| 2007          | Live at Gotham                        | Ela mesma                      | Episodio: "2.6"                                                         |
| 2007          | Last Comic Standing                   | Ela mesma                      | 7 episódios                                                             |
| 2008          | Reality Bites Back                    | Ela mesma                      | 7 episódios                                                             |
| 2009          | Cupid                                 | Heather                        | Episodio: "The Tommy Brown Affair"                                      |
| 2009          | 30 Rock                               | Estilista                      | Episodio: "Mamma Mia"                                                   |
| 2010          | John Oliver's New York Stand-Up Show  | Ela mesma                      | Episodio: "1.4"                                                         |
| 2010          | Comedy Central Presents               | Ela mesma                      | Episodio: "14.14"                                                       |
| 2011          | Curb Your Enthusiasm                  | Colega de equite #2            | Episodio: "Mister Softee"                                               |
| 2011          | Comedy Central Roast of Charlie Sheen | Roaster                        | Especial de TV                                                          |
| 2012          | Delocated                             | Trish                          | 8 episódios                                                             |
| 2012          | Louie                                 | Diane (voz)                    | Episodio: "Barney/Never"                                                |
| 2012          | Comedy Central Roast of Roseanne Barr | Roaster                        | Especial de TV                                                          |
| 2012          | Amy Schumer: Mostly Sex Stuff         | Ela mesma                      | Especial Stand-up                                                       |
| 2012          | Dave's Old Porn                       | Ela mesma                      | Episodio: "2.3"                                                         |
| 2013–14       | Girls                                 | Angie                          | 2 episódios                                                             |
| 2013-16; 2022 | Inside Amy Schumer                    | Ela mesma e vários personagens | 44 episódios; também criadora, escritora, produtora executiva, diretora |
| 2015          | MTV Movie Awards 2015                 | Ela mesma (apresentadora)      | Especial de TV                                                          |
| 2015          | BoJack Horseman                       | Irving Jannings (voz)          | Episodio: "Chickens"                                                    |
| 2015          | Saturday Night Live                   | Ela mesma (apresentadora)      | Episodio: "Amy Schumer/The Weeknd"                                      |
| 2015          | Amy Schumer: Live from the Apollo     | Ela mesma                      | Especial Stand-up                                                       |

## Nomeações e prêmios
| Ano  | Prémio                           | Categoria                                | Trabalho           | Resultado |
| ---- | -------------------------------- | ---------------------------------------- | ------------------ | --------- |
| 2014 | American Comedy Award            | Melhor Atriz de Comédia na TV            | Inside Amy Schumer | Indicado  |
| 2014 | Critics' Choice Television Award | Melhor Atriz de Comédia numa série de TV | Inside Amy Schumer | Indicado  |
| 2014 | Dorian Award                     | Wilde Wit of the Year                    | Inside Amy Schumer | Indicado  |
| 2014 | Primetime Emmy Award             | Melhor Roteiro                           | Inside Amy Schumer | Indicado  |
| 2015 | People's Choice Award            | Melhor Sketch Cómico                     | Inside Amy Schumer | Indicado  |
| 2015 | Writers Guild of America Award   | Série de televisão de Comédia            | Inside Amy Schumer | Indicado  |

## Ligação externa
- «Sítio oficial»
- Amy Schumer. no IMDb.